# Lycoriella similis
Lycoriella similis är en tvåvingeart som först beskrevs av Johannes Winnertz 1867.  Lycoriella similis ingår i släktet Lycoriella och familjen sorgmyggor.
Artens utbredningsområde är Tyskland. Inga underarter finns listade i Catalogue of Life.